# Come On Over (альбом Оливии Ньютон-Джон)
Come On Over — седьмой студийный альбом австралийской певицы Оливии Ньютон-Джон, выпущенный 26 февраля 1976 года на лейбле EMI.

## Список композиций
| №  | Название                       | Автор(ы)                     | Длительность |
| -- | ------------------------------ | ---------------------------- | ------------ |
| 1. | «Jolene»                       | Долли Партон                 | 3:07         |
| 2. | «Pony Ride»                    | Дайэн Берглунд, Джим Филлипс | 3:58         |
| 3. | «Come On Over»                 | Барри Гибб, Робин Гибб       | 3:38         |
| 4. | «It’ll Be Me»                  | Джон Фаррар, Хэнк Марвин     | 3:28         |
| 5. | «Greensleeves»                 | народная                     | 3:40         |
| 6. | «Blue Eyes Crying in the Rain» | Фред Роуз                    | 2:22         |

| №  | Название                    | Автор(ы)                   | Длительность |
| -- | --------------------------- | -------------------------- | ------------ |
| 1. | «Don’t Throw It All Away»   | Гэри Бенсон, Дэвид Миндел  | 2:54         |
| 2. | «Who Are You Now?»          | Брюс Харт, Стивен Лоуренс  | 2:54         |
| 3. | «Smile for Me»              | Рори Бурк, Фил Кит         | 3:05         |
| 4. | «Small Talk and Pride»      | Джон Фаррар                | 3:50         |
| 5. | «Wrap Me in Your Arms»      | Харлан Коллинз             | 3:04         |
| 6. | «The Long and Winding Road» | Джон Леннон, Пол Маккартни | 4:24         |

## Чарты
| Чарты (1976)                       | Высшая позиция |
| ---------------------------------- | -------------- |
| Австралия (Kent Music Report)      | 30             |
| Великобритания (UK Albums Chart)   | 49             |
| Канада (RPM Top Albums/CDs)        | 30             |
| Новая Зеландия (RMNZ)              | 12             |
| США (Billboard 200)                | 13             |
| США (Billboard Top Country Albums) | 12             |
| Япония (Oricon)                    | 2              |

| Чарт (1976)                        | Позиция |
| ---------------------------------- | ------- |
| Новая Зеландия (Recorded Music NZ) | 40      |
| США (Billboard Top Country Albums) | 30      |
| Япония (Oricon)                    | 9       |
| Чарт (1977)                        | Позиция |
| Япония (Oricon)                    | 12      |

## Сертификации и продажи
| Регион | Сертификация | Продажи  |
| --- | ------------ | -------- |
| Гонконг (IFPI Hong Kong)                                                                                                 | Золотой      | 10 000*  |
| Канада (Music Canada) | Платиновый   | 100 000^ |
| США (RIAA) | Золотой      | 500 000^ |
| Япония | —            | 371 000  |
| * Данные о продажах приведены только на основе сертификации. ^ Данные о тиражах приведены только на основе сертификации. |              |          |